# À la feuille de rose, maison turque
À la feuille de rose, maison turque est une pièce de théâtre de Guy de Maupassant créée en 1875, et non destinée à la publication de son vivant. Elle fut publiée en 1945 et a fait l'objet d'une adaptation télévisuelle de Michel Boisrond. Depuis 1945, elle a été rééditée plusieurs fois et jouée au théâtre en France et en Belgique,.

## Résumé
À la feuille de rose, maison turque se déroule dans une maison close. Pour rouler un couple (Monsieur et Madame Beauflanquet)  de bourgeois rouennais, le lieu est transformé en hôtel hébergeant un harem turc. Madame va alors découvrir des plaisirs variés, car à Paris, tout paraît relever du plus fol exotisme pour ces bourgeois normands. Ce jeune couple qui s'imagine passer sa nuit de noces dans un hôtel se trouve en fait dans un lupanar de la pire espèce. Le maître des lieux fait croire que les femmes qui défilent dans le salon sont les femmes des ambassadeurs de Turquie… Commence une nuit de débauche.

## Origine du titre
Une « feuille de rose » est l'expression populaire et imagée désignant un anulingus (L'anus étant la « rose des vents »),

## Premières représentations
Cette pièce est représentée une première fois le 19 avril 1875 par Robert Pinchon - compagnon de canotage - et Guy de Maupassant, dans l'atelier de Maurice Leloir, quai Voltaire. C'est une farce de rapins et un hommage appuyé à la maison de Zoraïde Turc, bordel convivial de L'Éducation sentimentale. Flaubert et Ivan Tourgueniev assistent à cette première ; ils en ont réglé les répétitions. Les rôles sont tenus par des hommes. Maupassant joue le rôle d'une fille de joie et Octave Mirbeau joue le rôle du mari. Les invitations s'adressent aux « hommes au-dessus de vingt ans et aux femmes préalablement déflorées ».
Le 31 mai 1877, dans l'atelier du peintre Becker, dans le VIe arrondissement, rue de Fleurus, en présence de Gustave Flaubert, toujours, d'Edmond de Goncourt, Zola, Paul Alexis, Léon Hennique, Henry Céard, Joris-Karl Huysmans, Antoine Guillemet et Tourgueniev (la princesse Mathilde voulait venir à tout prix, masquée... L'ermite de Croisset l'en dissuada), Maupassant et ses amis organisent une seconde représentation de la pièce,.
Edmond de Goncourt raconte dans son Journal à la date du jeudi 31 mai 1877 : 
« 
Ce soir dans un atelier de la rue de Fleurus, le jeune Maupassant fait représenter une pièce obscène de sa composition, intitulée FEUILLE DE ROSE et joué par lui et ses amis. C'est lugubre, ces jeunes hommes travestis en femmes, avec la peinture sur leurs maillots d'un large sexe entrebâillé ; et je ne sais quelle répulsion vous vient involontairement pour ces comédiens s'attouchant et faisant entre eux le simulacre de la gymnastique d'amour. L'ouverture de la pièce, c'est un jeune séminariste qui lave des capotes. Il y a au milieu une danse d'almées sous l'érection d'un phallus monumental et la pièce se termine par une branlade presque nature. Je me demandais de quelle absence de pudeur naturelle il fallait être doué pour mimer cela devant un public, tout en m'efforçant de dissimuler mon dégoût, qui aurait pu paraître singulier de la part de l'auteur de LA FILLE ELISA. Le monstrueux, c'est que le père de l'auteur, le père de Maupassant, assistait à la représentation. Cinq ou six femmes, entre autres la blonde Valtesse, se trouvaient là, mais riant du bout des lèvres par contenance, mais gênées par la trop grande ordure de la chose. Lagier elle-même ne restait pas jusqu'à la fin de la représentation. Le lendemain, Flaubert, parlant de la représentation avec enthousiasme, trouvait, pour la caractériser, la phrase : « Oui, c'est très frais ! » Frais pour cette salauderie, c'est vraiment une trouvaille.
 »

## Publication et adaptations
Maupassant meurt en 1893. Sa nièce Simone, la fille unique d'Hervé, a été son unique héritière. Elle a épousé Jean Ossola. C'est elle ou ses proches - descendants - qui autorise en 1945, la publication de cette pièce de théâtre érotique, qui n'était qu'une histoire de joyeux drilles au départ.
Michel Boisrond réalise, sur un scénario de Patrick Pesnot et pour la Série rose une adaptation de cette pièce pour la télévision en 1986, avec Isabelle Duby,  Kathy Kriegel, Isabelle Petit-Jacques, Philippe Khorsand et Jean-Claude Leguay dans les principaux rôles.
Deux lectures-mise-en-scène ont été données en 2018 et début 2019 au Théâtre du Nord-Ouest dans le cadre de l'Intégrale Maupassant ().